# Robert Vermeire

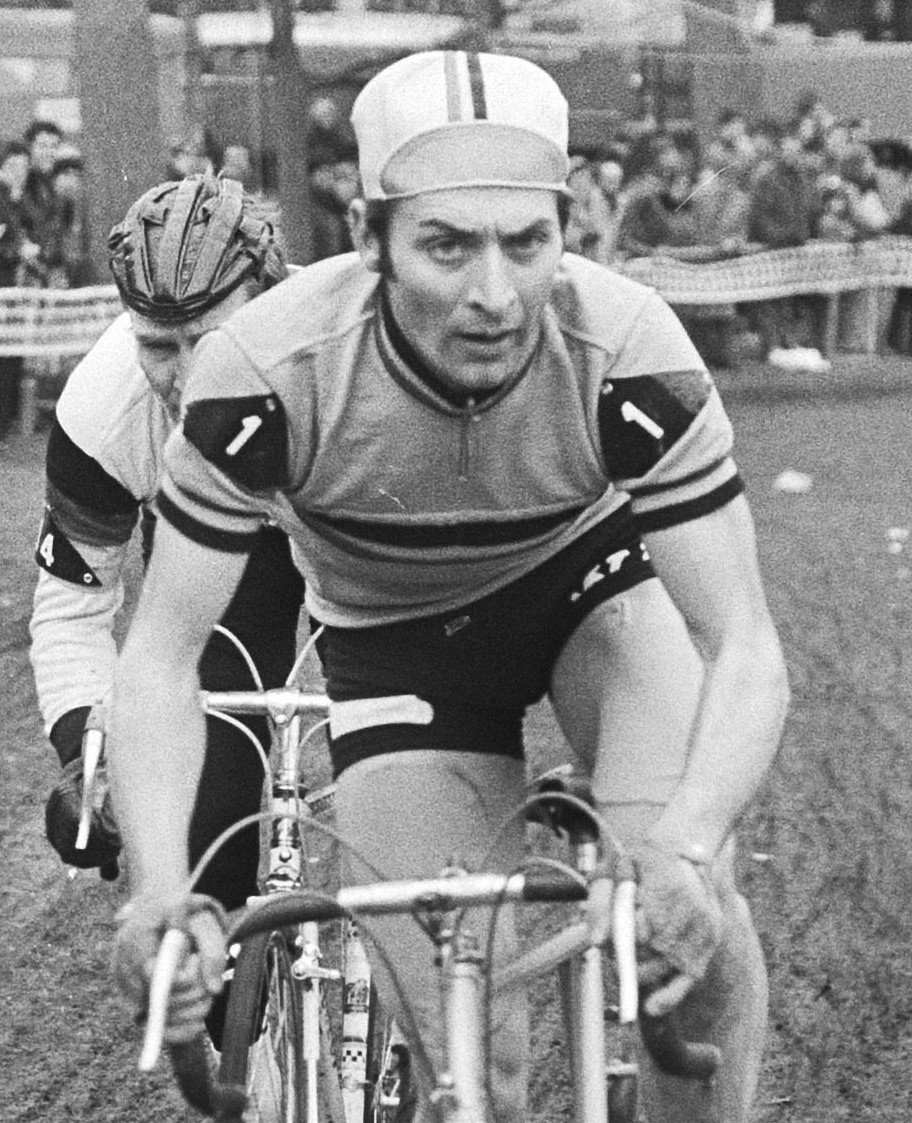
Robert Vermeire bei den Cyclocross-Weltmeisterschaften 1971

Robert Vermeire (* 2. November 1944 in Beernem) ist ein ehemaliger belgischer Radrennfahrer und Weltmeister im Radsport.

## Sportliche Laufbahn
Vermeire war Spezialist für Querfeldeinrennen (heutige Bezeichnung Cyclocross), seine Stärke konnte er als früherer Leichtathlet insbesondere in den Laufpassagen ausspielen. Nach einem kurzen, erfolglosen Start bei Straßenrennen konzentrierte er sich ganz auf den Querfeldeinsport. In dieser Disziplin gelangen ihm auch seine größten sportlichen Erfolge mit dem Gewinn der Weltmeistertitel bei den Amateuren 1970–1971, 1974–1975 und 1977. Belgischer Meister bei den Amateuren wurde er in den Jahren 1969 bis 1973, sowie 1975 bis 1978. 1979 wurde er im Alter von 35 Jahren Berufsfahrer bei einem kleineren belgischen Team und blieb bis 1986 als Profi aktiv. Eigentlich wollte er Amateur bleiben, aber die Altersgrenze des belgischen Verbandes hätte ihn in die Seniorenkategorie eingestuft; um dem zu entgehen wurde er Berufsfahrer. Fünfmal wurde er belgischer Vize-Meister der Berufsfahrer, ein Titelgewinn gelang ihm in dieser Kategorie nicht. Mit dem 10. Platz bei der UCI-Weltmeisterschaft 1986 beendete er seine Laufbahn. Er hatte bis dahin mehr als 200 Querfeldeinrennen gewonnen.

## Berufliches
Vermeire war als Gärtner in der Baumschule seines Onkels tätig. Die Arbeit dort bereitete ihm so viel Freude, dass er trotz vieler Angebote zunächst nicht Profi wurde.